# William Wall (Politiker, 1800)

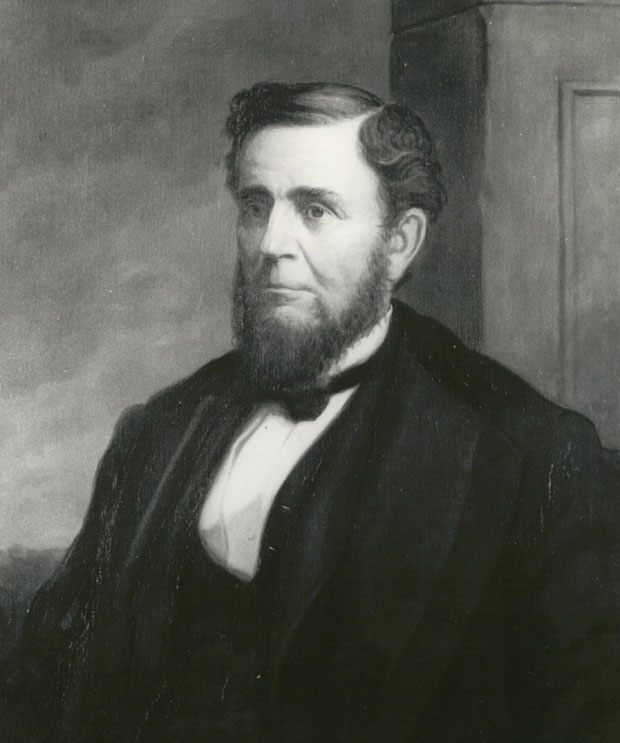
William Wall

William Wall (* 20. März 1800 in Philadelphia, Pennsylvania; † 20. April 1872 in Brooklyn, New York) war ein US-amerikanischer Politiker. Zwischen 1861 und 1863 vertrat er den Bundesstaat New York im US-Repräsentantenhaus.

## Werdegang
William Wall erhielt eine bescheidene Schulbildung. Er erlernte das Handwerk der Seilherstellung und war danach als Geselle tätig. Wall wurde Hersteller für Seile. 1822 zog er nach Kings County. In der folgenden Zeit war er dort als Trustee, Commissioner von Highways, Town Supervisor, Mitglied im Board of Finance und Commissioner der Wasserwerke von Williamsburg (heute ein Teil von New York City) tätig. 1853 wurde er Bürgermeister von Williamsburg. Wall war einer der Gründer und viele Jahre lang Präsident der Williamsburg Savings Bank sowie einer der Gründer der Williamsburg City Bank (später die First National Bank) und der Williamsburg Dispensary.
Politisch gehörte er der Republikanischen Partei an. Bei den Kongresswahlen des Jahres 1860 wurde er im fünften Wahlbezirk von New York in das US-Repräsentantenhaus in Washington, D.C. gewählt, wo er am 4. März 1861 die Nachfolge von William B. Maclay antrat. Da er auf eine erneute Kandidatur im Jahr 1862 verzichtete, schied er nach dem 3. März 1863 aus dem Kongress aus.
Danach nahm er 1866 als Delegierter an der Loyalist Convention in Philadelphia teil. Er starb am 20. April 1872 in Brooklyn und wurde dort auf dem Green-Wood Cemetery beigesetzt.